# سپاه امام صادق بوشهر

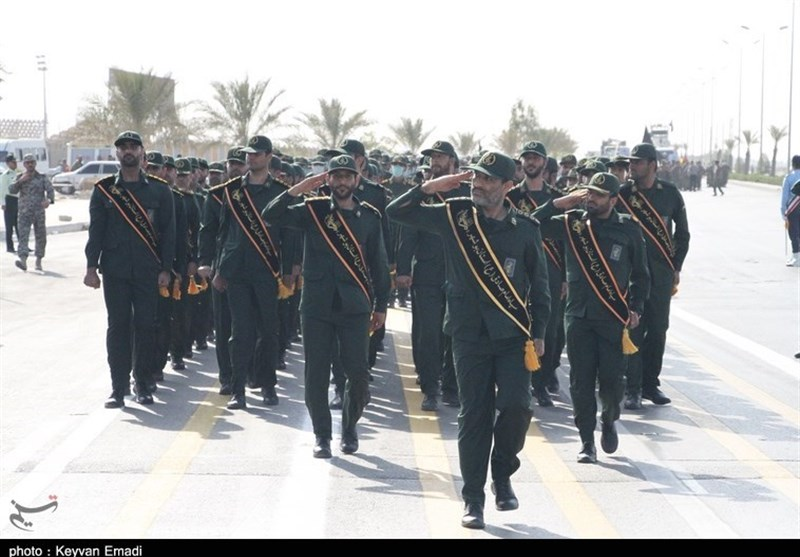
رژه نیروهای سپاه امام صادق به‌مناسبت سالگرد جنگ ایران و عراق در سال ۱۴۰۱، بوشهر

سپاه امام صادق بوشهر یگان نظامی زیرمجموعه سپاه پاسداران انقلاب اسلامی است، که ستاد فرماندهی آن در شهر بوشهر مستقر می‌باشد و وظیفه فرماندهی و کنترل کلیه یگان‌های سپاه و بسیج مستقر در استان بوشهر را برعهده دارد. مهم‌ترین یگان‌های زیرمجموعه این سپاه، تیپ ۳۹ امام صادق (از نیروی زمینی سپاه)، منطقه دوم دریایی نوح نبی ندسا و منطقه چهارم دریایی ثارالله ندسا (از نیروی دریایی سپاه) و ۱۰ سپاه ناحیه‌ای (نواحی بسیج شهرستان‌های استان) همچون سپاه بوشهر، سپاه عسلویه، سپاه خارگ، سپاه تنگستان، سپاه گناوه و سپاه دیلم می‌باشند. در حال حاضر سرتیپ‌دوم پاسدار حمید خرمدل فرماندهی سپاه امام صادق بوشهر را برعهده دارد.